# Михарес, Кристиан
Кристиан Михарес (исп. Cristian Mijares; род. 2 октября 1981, Гомес-Паласио, Дуранго, Мексика) — мексиканский боксёр-профессионал, 2-й легчайшей весовой категории. Чемпион мира в 2-й наилегчайшей (версия WBC, 2007—2008 WBA, 2008)весовой категории.

## Профессиональная карьера

### 1997—2007
Дебютировал в августе 1997 года.
В начале карьеры потерпел три поражения.
В феврале 2006 года в элиминаторе встретился с Луисом Мальдонадо. Бой закончился в ничью.
В сентябре 2006 года в бою за временный титул чемпиона мира во 2-м наилегчайшем весе раздельным решением судей победил Кацусиге Кавасиму.
В январе 2007 года Михарес в повторном бою нокаутировал Кавасиму.
В апреле 2007 года Михарес победил полноценного чемпиона Хорхе Арсе.

### 16 февраля2008Криситан Михарес —Хосе Наварро
- Место проведения:  ЭмДжиЭм Гранд, Лас-Вегас, Невада, США
- Результат: Победа Михарес раздельным решением в 12-раундовом бою
- Статус: Чемпионский бой за титул WBC в среднем весе (5-я защита Михареса)
- Рефери: Расселл Мора
- Счет судей: Крис Уилсон (115—113 Михарес), Даг Таккер (108—120 Наварро), Адалейд Бёрд (117—111 Михарес)
- Вес: Михарес 52,20 кг; Наварро 52,20 кг
- Трансляция: HBO PPV
- Счёт неофициального судьи: Харольд Ледерман (116—112 Михарес)

В феврале 2008 года состоялся бой между Кристианом Михаресом и Хосе Наварро. Наварро больше бил, но Михарес чаще попадал, это и предопределило победителя. Наварро получил рассечение над правым глазом, из-за которого рефери несколько раз прерывал поединок и отводил боксера на осмотр врача. По итогам 12-ти раундом мнения судей разделись: двое сочли победителем чемпионом, а судья Даг Таккер отдал все 12 раундов претенденту. Комментаторы HBO Ларри Мерчант и Джим Лэмпли были шокированы оценками Дага Таккера. Мерчант сразу же вспомнил схожий случай в Токио с Наварро, где также один судья отдал почти все раунды претенденту, а двое других сочли победителем чемпиона. Поединок проходил в рамках шоу, организованного телеканалом HBO, главным событием которого был 2-й бой Келли Павлик — Джермен Тейлор.

### 17 мая2008Кристиан Михарес —Алексндр Муньос
- Место проведения:  Аудиторио Центенарио, Гомес Паласио, Дюранго, Мексика
- Результат: Победа Михареса раздельным решением в 12-раундовом бою
- Статус: Чемпионский бой за титул WBC во 2-м наилегчайшем весе (6-я защита Михареса); чемпионский бой за титул WBA во 2-м наилегчайшем весе (3-я защита Муньоса)
- Рефери: Джон Шорли
- Счет судей: Бёрт Клементс (116—111 Михарес), Марти Сэммон (116—112 Михарес), Густаво Падилла (113—115 Муньос)
- Вес: Михарес 52,2 кг; Муньос 52,2 кг
- Трансляция: PPV

В мае 2008 года состоялся объединительным бой во 2-м наилегчайшем весе между чемпионами по версии WBC Кристианом Михаресом и по версии WBA Алексндром Муньосом. Бой носил открытый характер: оба боксёра постоянно атаковали друг друга, устраивая зрелищные размены. Однако периодически при попытке пробить точный удар боксёра зрелищно промахивались. В середине 6-го раунда Муньос провёл правый хук по затылку Михареса. Рефери его устно предупредил. Через несколько секунд ситуация повторилась. Рефери снял с венесуэльца одно очко. По окончании боя мнения раздельным решением судей победу присудили Кристиану Михаресу. Оценки в пользу Муньоса публика встретила неодобрительным гулом.

### 30 августа2008Кристиан Михарес —Чатчай Сасакул
- Место проведения:  Арена Монтеррей, Монтеррей, Нуево Леон, Мексика
- Результат: Победа Михареса техническим нокаутом в 3-м раунде в 12-раундовом бою
- Статус: Чемпионский бой за титул WBC во 2-м наилегчайшем весе (7-я защита Михареса); чемпионский бой за титул WBA во 2-м наилегчайшем весе (1-я защита Михареса)
- Рефери: Тоби Гибсон
- Время: 1:05
- Вес: Михарес 52,2 кг; Сасакул 52,2 кг
- Трансляция: Televisa

В августе 2008 года Михарес вышел на ринг против таиландца Чатчая Сасакула. В конце 2-го раунда Михарес провёл левый хук в подбородок противника. Сасакул упал. В это же время провзучал гонг. Таиландцец сразу же поднялся. К нему подбежал его секундант. Рефери приказал ему уйти обратно, и отсчитал нокдаун Сасакулу. Таиландец выслушал счёт шатаясь из стороны в сторону. Рефери позволил ему продолжать бой. В середине 3-го раунда Михарес провёл левый апперкот в челюсть, а затем добавил и правый. Сасакул вновь упал на канвас. Рефери начал отсчитывать нокдаун. Таиландцец поднялся на счёт 5, но его сильно повело в сторону. Рефери прекратил бой. Сасакул решение не оспаривал.

### 1 ноября2008Кристиан Михарес —Вик Дарчинян
- Место проведения:  The Home Depot Center, Карсон, Калифорния, США
- Результат: Победа Дарчиняна нокаутом в 9-м раунде в 12-раундовом бою
- Статус: Чемпионский бой за титул WBC во 2-м наилегчайшем весе (8-я защита Михареса); чемпионский бой за титул WBA во 2-м наилегчайшем весе (2-я защита Михареса); чемпионский бой за титул IBF во 2-м наилегчайшем весе (1-я защита Дарчиняна)
- Рефери: Лу Морет
- Счет судей: Пэт Расселл (72—79), Джек Рейсс (72—79), Марти Денкин (72—79) — все в пользу Дарчиняна
- Время: 3:00
- Вес: Михарес 52,2 кг; Дарчинян 52,2 кг
- Трансляция: Showtime
- Счёт неофициальных судей: Игор Фрэнк (72—79), Стив Ким (72—79), Майкл Росентал (72—79) — все в пользу Дарчиняна

В ноябре 2008 года состоятся бой за звание абсолютного чемпиона мира во 2-м наилегчайшем весом между Кристианом Михаресом и Виком Дарчиняном. В конце 1-го раунда армянин провёл левый апперкот в челюсть противника. Михарес рухнул на канвас. Он поднялся на после счёта 8. Дарчинян не успел добить противника, так как через несколько секунд прозвучал гонг. Армянин доминировал весь бой. В конце 9-го раунда он пробил левый хук в челюсть. Михарес вновь упал. Рефери досчитал до 5, и видя, что мексиканец не предпринимает попыток встать, прекратил бой. Михарес лежал на канвас более 10 секунд.